# Europäischer Filmpreis/Bestes Drehbuch

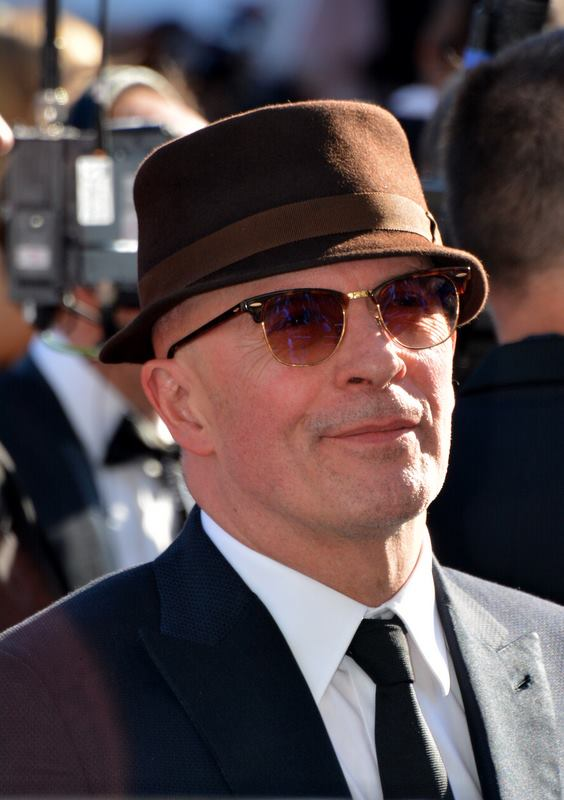
Preisträger 2024: Jacques Audiard (Emilia Pérez)

Der Europäische Filmpreis in der Kategorie Bestes Drehbuch (englisch European Screenwriter) wird seit der ersten Verleihung im Jahr 1988 vergeben. Die Mitglieder der Europäischen Filmakademie (EFA) stimmen über den Gewinner ab.

## Hintergrund
Am häufigsten mit dem Drehbuchpreis ausgezeichnet wurden französische Autoren (neun Siege), gefolgt von ihren britischen und deutschen Kollegen (je vier Erfolge). Deutsche Gewinner waren 2003 Bernd Lichtenberg (Good Bye, Lenin!), 2006 Florian Henckel von Donnersmarck (Das Leben der Anderen), 2007 Fatih Akin (Auf der anderen Seite) und 2016 Maren Ade (Toni Erdmann). Im Jahr 2009 war der Österreicher Michael Haneke (Das weiße Band – Eine deutsche Kindergeschichte) siegreich.
| Statistik (Ohne Publikumspreis)    | Autor/-in                          | Anzahl | Jahr                    |
| ---------------------------------- | ---------------------------------- | ------ | ----------------------- |
| Häufigste Auszeichnungen           | Jean-Pierre Bacri, Agnès Jaoui     | 2      | 2000, 2004              |
| Häufigste Auszeichnungen           | Tobias Lindholm, Thomas Vinterberg | 2      | 2012, 2020              |
| Häufigste Auszeichnungen           | Ruben Östlund                      | 2      | 2017, 2022              |
| Häufigste Auszeichnungen           | Paweł Pawlikowski                  | 2      | 2014, 2018              |
| Häufigste Auszeichnungen           | István Szabó                       | 2      | 1992, 1999              |
| Häufigste Nominierungen (* = Sieg) | Michael Haneke                     | 4      | 2001, 2005, 2009*, 2012 |
| Häufigste Nominierungen (* = Sieg) | Pedro Almodóvar                    | 4      | 2002*, 2004, 2006, 2019 |
| Häufigste Nominierungen ohne Sieg  | Paul Laverty                       | 4      | 2002, 2004, 2006, 2016  |

## Preisträger

### 1980er-Jahre
1988
Louis Malle – Auf Wiedersehen, Kinder (Au revoir les enfants)
- nominiert:
  - Terence Davies – Entfernte Stimmen – Stilleben (Distant Voices, Still Lives)
  - Wolfgang Held – Einer trage des anderen Last …
  - Daniele Luchetti, Franco Bervini und Angelo Pasquini – Von Räubern, Kavalieren und harmonischen Menschen (Domani accadrà)
  - Manoel de Oliveira – Die Kannibalen (Os canibais)

1989
Marija Chmelik – Kleine Vera (Malenkaja Vera)
- nominiert:
  - Theo Angelopoulos, Tonino Guerra und Thanasis Valtinos – Landschaft im Nebel (Topio stin omixli)
  - Géza Bereményi – Eldorado (Eldorádó)
  - Þráinn Bertelsson – Magnus (Magnús)
  - Maciej Dejczer und Cezary Harasimowicz – 300 Meilen bis zum Himmel (300 Mil do nieba)

### 1990er-Jahre
1990
Witali Kanewski – Halte still – stirb – erwache (Замри, умри, воскресни!; Zamri, umri, voskresni!)
- nominiert:
  - Madeleine Gustafsson, Suzanne Osten und Etienne Glaser – Der Schutzengel (Skyddsängeln)
  - Ryszard Bugajski und Janusz Dymek – Verhör einer Frau (Przesluchanie)

1991
Jaco Van Dormael – Toto der Held (Toto le héros)

1992
István Szabó – Süße Emma, liebe Böbe (Édes Emma, drága Böbe)

1993–1995
Preis nicht vergeben

1996
Arif Alijew, Sergei Bodrow und Boris Giller – Gefangen im Kaukasus (Кавказский пленник; Kawkasski plennik)

1997
Chris Vander Stappen und Alain Berliner – Mein Leben in Rosarot (Ma vie en rose)
- nominiert:
  - Ademir Kenovic und Abdulah Sidran – Der perfekte Kreis (Savrseni krug)
  - Andrij Kurkow – Priatiel pakoinica (Приятель покойника)

1998
Peter Howitt – Sie liebt ihn – sie liebt ihn nicht (Sliding Doors)
- nominiert:
  - Jean-Pierre Bacri und Agnès Jaoui – Das Leben ist ein Chanson (On connaît la chanson)
  - Lars von Trier – Idioten (Idioterne)
  - Alex van Warmerdam – Little Tony (Kleine Teun)

1999
István Szabó und Israel Horovitz – Ein Hauch von Sonnenschein (Sunshine)
- nominiert:
  - Saša Gedeon – Die Rückkehr des Idioten (Návrat idiota)
  - Ayub Khan-Din – East is East (East Is East)

### 2000er-Jahre
2000
Jean-Pierre Bacri und Agnès Jaoui – Lust auf Anderes (Le Goût des autres)
- nominiert:
  - Rafael Azcona – La lengua de las mariposas
  - Wolfgang Kohlhaase – Die Stille nach dem Schuss
  - Irakli Kwirikadse, Marija Swerewa und Nana Dschordschadse – 27 Missing Kisses
  - Doriana Leondeff und Silvio Soldini – Brot und Tulpen (Pane e Tulipani)
  - Dominik Moll und Gilles Marchand – Harry meint es gut mit dir (Harry, un ami qui vous veut du bien)

2001
Danis Tanović – No Man’s Land (Ničija zemlja)
- nominiert:
  - Laurent Cantet und Robin Campillo – Auszeit (L’emploi du temps)
  - Michael Haneke – Die Klavierspielerin (La pianiste)
  - Achero Mañas – El bola
  - Jean-Louis Milesi und Robert Guédiguian – Die Stadt frisst ihre Kinder (La ville est tranquille)
  - Ettore Scola, Silvia Scola, Giacomo Scarpelli und Furio Scarpelli – Concorrenza sleale

2002
Pedro Almodóvar – Sprich mit ihr (Habla con ella)
- nominiert:
  - Jacques Audiard und Tonino Benacquista  – Lippenbekenntnisse (Sur mes lèvres)
  - Paul Greengrass – Bloody Sunday
  - Aki Kaurismäki – Der Mann ohne Vergangenheit (Mies vailla menneisyyttä)
  - Krzysztof Kieślowski und Krzysztof Piesiewicz – Heaven
  - Paul Laverty – Sweet Sixteen
  - François Ozon – 8 Frauen (8 Femmes)

2003
Bernd Lichtenberg – Good Bye, Lenin!
- nominiert:
  - Steven Knight – Kleine schmutzige Tricks (Dirty Pretty Things)
  - Dušan Kovačević – Profesionalat
  - Hanif Kureishi – Die Mutter – The Mother (The Mother)
  - Sandro Petraglia und Stefano Rulli – Die besten Jahre (La meglio gioventù)
  - Lars von Trier – Dogville

2004
Jean-Pierre Bacri und Agnès Jaoui – Schau mich an! (Comme une image)
- nominiert:
  - Fatih Akin – Gegen die Wand
  - Pedro Almodóvar – La mala educación – Schlechte Erziehung (La mala educación)
  - Alejandro Amenábar und Mateo Gil – Das Meer in mir (Mar adentro)
  - Jean-Luc Godard – Notre musique
  - Paul Laverty – Just a Kiss (Ae Fond Kiss)

2005
Hany Abu-Assad und Bero Beyer – Paradise Now (الجنة الآن al-Dschanna al-’ān)
- nominiert:
  - Mark O’Halloran – Adam & Paul
  - Michael Haneke – Caché
  - Anders Thomas Jensen – Adams Äpfel (Adams Æbler) und Brothers – Zwischen Brüdern (Brødre)
  - Dani Levy und Holger Franke – Alles auf Zucker!
  - Cristi Puiu und Răzvan Rădulescu – Der Tod des Herrn Lazarescu (Moartea domnului Lăzărescu)

2006
Florian Henckel von Donnersmarck – Das Leben der Anderen
- nominiert:
  - Pedro Almodóvar – Volver – Zurückkehren (Volver)
  - Paul Laverty – The Wind That Shakes the Barley
  - Corneliu Porumboiu – 12:08 Jenseits von Bukarest (A fost sau n-a fost?)

2007
Fatih Akin – Auf der anderen Seite
- nominiert:
  - Eran Kolirin – Die Band von nebenan (Bikur Ha-Tizmoret)
  - Peter Morgan – Die Queen (The Queen)
  - Cristian Mungiu – 4 Monate, 3 Wochen und 2 Tage (4 luni, 3 săptămâni și 2 zile)

2008
Maurizio Braucci, Ugo Chiti, Gianni di Gregorio, Matteo Garrone, Massimo Gaudioso und Roberto Saviano – Gomorrha – Reise in das Reich der Camorra (Gomorra)
- nominiert:
  - Suha Arraf und Eran Riklis – Lemon Tree (עץ לימון / شجرة الليمون)
  - Ari Folman – Waltz with Bashir (ואלס עם באשיר)
  - Paolo Sorrentino – Il Divo

2009
Michael Haneke – Das weiße Band – Eine deutsche Kindergeschichte
- nominiert:
  - Jacques Audiard, Thomas Bidegain, Abdel Raouf Dafri und Nicolas Peufaillit – Ein Prophet (Un prophète)
  - Simon Beaufoy – Slumdog Millionär (Slumdog Millionaire)
  - Gianni Di Gregorio – Das Festmahl im August (Pranzo di ferragosto)

### 2010er-Jahre
2010
Robert Harris und Roman Polański – Der Ghostwriter (The Ghost Writer)
- nominiert:
  - Jorge Guerricaechevarría und Daniel Monzón – Zelle 211 – Der Knastaufstand (Celda 211)
  - Samuel Maoz – Lebanon (לבנון)
  - Radu Mihăileanu – Das Konzert (Le concert)

2011
Jean-Pierre und Luc Dardenne – Der Junge mit dem Fahrrad (Le gamin au vélo)
- nominiert:
  - Anders Thomas Jensen – In einer besseren Welt (Hævnen)
  - Aki Kaurismäki – Le Havre
  - Lars von Trier – Melancholia

2012
Tobias Lindholm und Thomas Vinterberg – Die Jagd (Jagten)
- nominiert:
  - Michael Haneke – Liebe (Amour)
  - Cristian Mungiu – Beyond the Hills (După dealuri)
  - Olivier Nakache und Éric Toledano – Ziemlich beste Freunde (Intouchables)
  - Roman Polański und Yasmina Reza – Der Gott des Gemetzels (Carnage)

2013
François Ozon – In ihrem Haus (Dans la maison)
- nominiert:
  - Paolo Sorrentino und Umberto Contarelli – La Grande Bellezza – Die große Schönheit (La grande bellezza)
  - Tom Stoppard – Anna Karenina
  - Giuseppe Tornatore – The Best Offer – Das höchste Gebot (La migliore offerta)
  - Felix Van Groeningen und Carl Joos – The Broken Circle (The Broken Circle Breakdown)

2014
Paweł Pawlikowski und Rebecca Lenkiewicz – Ida
- nominiert:
  - Ebru Ceylan und Nuri Bilge Ceylan – Winterschlaf (Kış uykusu)
  - Jean-Pierre Dardenne und Luc Dardenne – Zwei Tage, eine Nacht (Deux jours, une nuit)
  - Steven Knight – No Turning Back (Locke)
  - Oleg Negin und Andrei Swjaginzew – Leviathan (Левиафан)

2015
Giorgos Lanthimos und Efthymis Filippou – The Lobster
- nominiert:
  - Roy Andersson – Eine Taube sitzt auf einem Zweig und denkt über das Leben nach (En duva satt på en gren och funderade på tillvaron)
  - Alex Garland – Ex Machina
  - Andrew Haigh – 45 Years
  - Radu Jude und Florin Lazarescu – Aferim!
  - Paolo Sorrentino – Ewige Jugend (Youth)

2016
Maren Ade – Toni Erdmann
- nominiert:
  - Emma Donoghue – Raum (Room)
  - Paul Laverty – Ich, Daniel Blake (I, Daniel Blake)
  - Cristian Mungiu – Bacalaureat
  - Tomasz Wasilewski – United States of Love (Zjednoczone Stany Miłości)

2017
Ruben Östlund – The Square
- nominiert:
  - Ildikó Enyedi – Körper und Seele (Testről és lélekről)
  - Giorgos Lanthimos und Efthymis Filippou – The Killing of a Sacred Deer
  - François Ozon – Frantz
  - Oleg Negin und Andrei Swjaginzew – Loveless (Нелюбовь)

2018
Paweł Pawlikowski – Cold War – Der Breitengrad der Liebe (Zimna wojna)
- nominiert:
  - Ali Abbasi, Isabella Eklöf und John Ajvide Lindqvist – Border (Gräns)
  - Matteo Garrone – Dogman
  - Gustav Möller und Emil Nygaard Albertsen – The Guilty
  - Alice Rohrwacher – Glücklich wie Lazzaro (Lazzaro felice)

2019
Céline Sciamma – Porträt einer jungen Frau in Flammen (Portrait de la jeune fille en feu)
- nominiert:
  - Pedro Almodóvar – Leid und Herrlichkeit (Dolor y gloria)
  - Ladj Ly, Giordano Gederlini und Alexis Manenti – Die Wütenden – Les Misérables (Les misérables)
  - Francesco Piccolo, Marco Bellocchio, Ludovica Rampoldi und Valia Santella – Der Verräter (Il traditore)
  - Roman Polański und Robert Harris – Intrige (J’accuse)

### 2020er-Jahre
2020
Thomas Vinterberg und Tobias Lindholm – Der Rausch (Druk)
- nominiert:
  - Martin Behnke und Burhan Qurbani – Berlin Alexanderplatz
  - Costa-Gavras – Adults in the Room
  - Damiano und Fabio D’Innocenzo – Bad Tales – Es war einmal ein Traum (Favolacce)
  - Pietro Marcello und Maurizio Braucci – Martin Eden
  - Mateusz Pacewicz – Corpus Christi

2021
Florian Zeller und Christopher Hampton – The Father
- nominiert:
  - Radu Jude – Bad Luck Banging or Loony Porn (Babardeală cu bucluc sau porno balamuc)
  - Paolo Sorrentino – The Hand of God (È stata la mano di Dio)
  - Jasmila Žbanić – Quo Vadis, Aida?
  - Joachim Trier und Eskil Vogt – Der schlimmste Mensch der Welt (Verdens verste menneske)

2022
Ruben Östlund – Triangle of Sadness
- nominiert:
  - Ali Abbasi und Afshin Kamran Bahrami – Holy Spider
  - Kenneth Branagh – Belfast
  - Lukas Dhont und Angelo Tijssens – Close
  - Carla Simón und Arnau Vilaró – Alcarràs – Die letzte Ernte (Alcarràs)

2023
Justine Triet und Arthur Harari – Anatomie eines Falls (Anatomie d’une chute)
- nominiert:
  - İlker Çatak und Johannes Duncker – Das Lehrerzimmer
  - Jonathan Glazer – The Zone of Interest
  - Aki Kaurismäki – Fallende Blätter (Kuolleet lehdet)
  - Maciej Pisuk, Gabriela Lazarkiewicz-Sieczko und Agnieszka Holland – Green Border (Zielona granica)

2024
Jacques Audiard – Emilia Pérez
- nominiert:
  - Pedro Almodóvar – The Room Next Door
  - Coralie Fargeat – The Substance
  - Magnus von Horn und Line Langebek – Pigen med nålen
  - Mohammad Rasulof – Die Saat des heiligen Feigenbaums